# Corbins
Corbins est une commune de la comarque de Segrià dans la province de Lleida en Catalogne (Espagne).

## Géographie
Corbins est un petit village situé à environ 4 kilomètres au nord-est de Lérida[réf. souhaitée].